# Access Bank (Azerbaïdjan)
L'Access Bank est une banque commerciale azerbaïdjanaise. Le bureau principal est situé à Bakou.

## Histoire
La banque a été fondée le 29 octobre 2002 en tant que Banque de microfinance d'Azerbaïdjan par la Banque de commerce et de développement de la mer Noire, la Banque européenne pour la reconstruction et le développement, la Société financière internationale, les Systèmes financiers KfW et LFS partageant chacune 20% des capitaux propres.
En 2003, la banque a reçu son premier prêt de refinancement de la BERD d'un montant de 5 millions USD. Les comptes courants et le système de transfert d'argent ont été lancés en 2004. De plus, elle reçoit les premiers prêts de refinancement non-actionnaires de Facilité mondiale de microfinance,Verger bleu, Banque Allemande, Incofin, Triodos. La même année, il ouvre la première succursale régionale à Gandja. En 2007, AccessHolding rejoint en tant que nouvel actionnaire et détient 16,53% du capital, ramenant les actions de les Systèmes financiers LFS à 3,47%.

## Parrainage sportif
Depuis 2010, Access Bank est l'un des principaux sponsors de l'AFFA.